# Alexander Os
Alexander Os (Fauske, 21 gennaio 1980) è un ex biatleta norvegese.

## Biografia
Alexander Os ha iniziato a praticare biathlon a livello agonistico nel 1997; attivo in campo internazionale dalla stagione 1999-2000, in Coppa del Mondo ha esordito l'8 gennaio 2003 a Oberhof in sprint (47º), ha conquistato il primo podio il 3 marzo a Lahti nella medesima specialità (2º) e la prima vittoria il 9 dicembre 2007 a Hochfilzen in staffetta. Ai Mondiali di Östersund 2008, suo esordio iridato, si è classificato 41º nell'individuale e 8º nella staffetta mista e a quelli di Pyeongchang 2009 ha vinto la medaglia di bronzo nell'inseguimento e si è piazzato
28º nell'individuale e 4º nella sprint.
Ai XXI Giochi olimpici invernali di Vancouver 2010, sua unica presenza olimpica, è stato 27º nell'individuale, la sola gara nella quale ha preso il via; il 12 dicembre dello stesso anno ha conquistato a Hochfilzen in staffetta l'ultima vittoria in Coppa del Mondo e ai successivi Mondiali di Chanty-Mansijsk 2011, sua ultima presenza iridata, ha vinto la medaglia d'oro nella staffetta e si è classificato 42º nell'individuale.

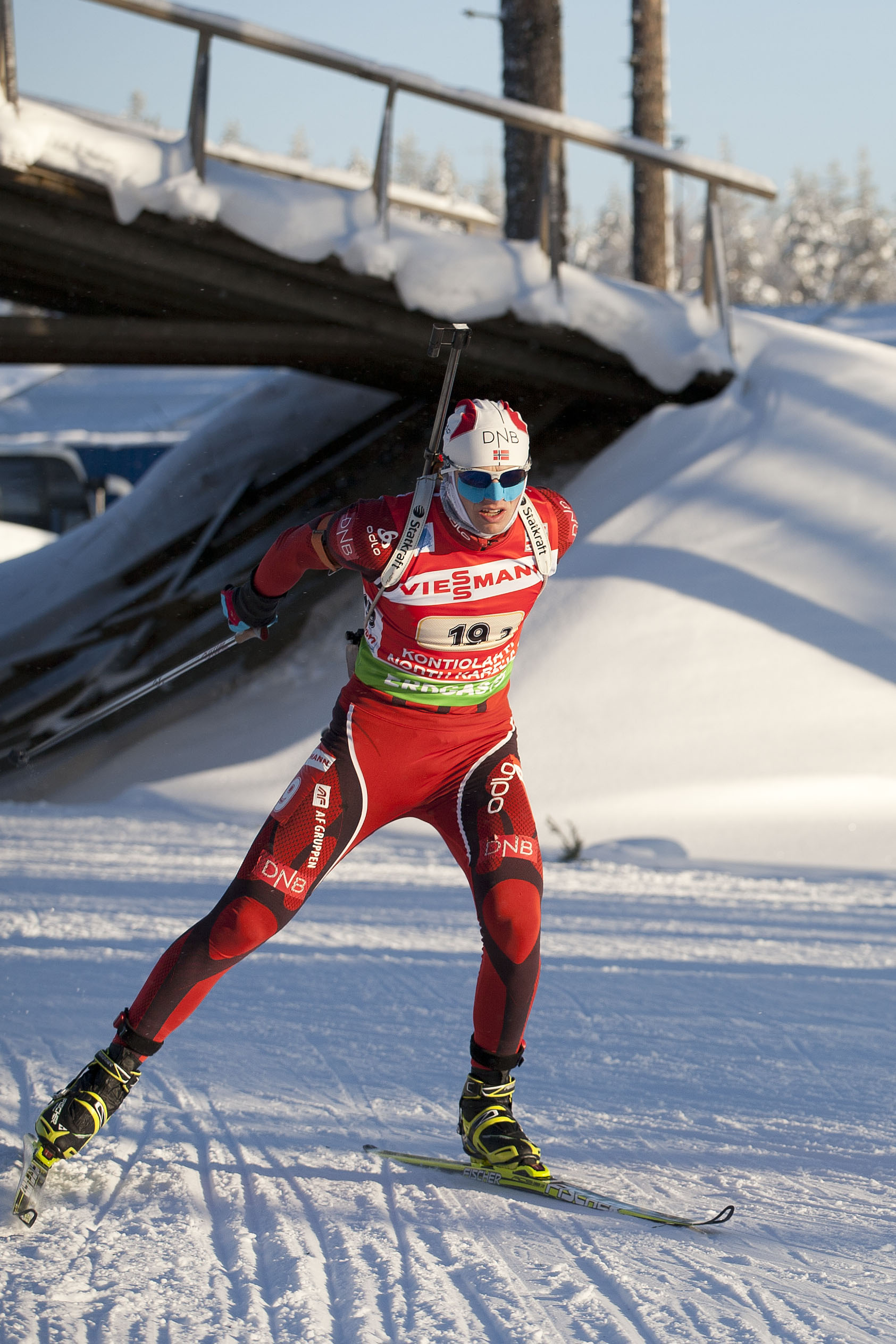
Alexander Os in gara a Kontiolahti nel 2012

In Coppa del Mondo ha ottenuto l'ultimo podio il 7 febbraio 2016 a Canmore in staffetta mista (3º) e ha preso per l'ultima volta il via il 12 febbraio seguente a Presque Isle in inseguimento, chiudendo al 31º posto quella che sarebbe rimasta l'ultima gara della carriera agonistica di Os.

## Palmarès

### Mondiali
- 2 medaglie:
  - 1 oro (staffetta[1] a Chanty-Mansijsk 2011)
  - 1 bronzo (inseguimento[1] a Pyeongchang 2009)

### Europei
- 6 medaglie:
  - 1 oro (individuale a Langdorf-Arbersee 2006)
  - 4 argenti (inseguimento a Forni Avoltri 2003; inseguimento, staffetta a Minsk 2004; staffetta a Bansko 2007)
  - 1 bronzo (staffetta a Langdorf-Arbersee 2006)

### Coppa del Mondo
- Miglior piazzamento in classifica generale: 13º nel 2009
- 16 podi (6 individuali, 10 a squadre), oltre a quelli conquistati in sede iridata e validi anche ai fini della Coppa del Mondo:
  - 5 vittorie (a squadre)
  - 5 secondi posti (3 individuali, 2 a squadre)
  - 6 terzi posti (3 individuali, 3 a squadre)

#### Coppa del Mondo - vittorie
| Data             | Località    | Nazione       | Specialità                                                            |
| ---------------- | ----------- | ------------- | --------------------------------------------------------------------- |
| 9 dicembre 2007  | Hochfilzen  | Austria       | RL (con Emil Hegle Svendsen, Halvard Hanevold e Ole Einar Bjørndalen) |
| 4 gennaio 2008   | Oberhof     | Germania      | RL (con Emil Hegle Svendsen, Halvard Hanevold e Ole Einar Bjørndalen) |
| 2 marzo 2008     | Pyeongchang | Corea del Sud | MX (con Ann Kristin Flatland, Solveig Rogstad e Hans Martin Gjedrem)  |
| 15 gennaio 2009  | Ruhpolding  | Germania      | RL (con Emil Hegle Svendsen, Halvard Hanevold e Ole Einar Bjørndalen) |
| 12 dicembre 2010 | Hochfilzen  | Austria       | RL (con Ole Einar Bjørndalen, Emil Hegle Svendsen e Tarjei Bø)        |

Legenda:

RL = staffetta

MX = staffetta mista